# Hilara nubila
Hilara nubila är en tvåvingeart som beskrevs av White 1916. Hilara nubila ingår i släktet Hilara och familjen dansflugor. Inga underarter finns listade i Catalogue of Life.